# مجلس الوزراء البحريني 1975
مجلس الوزراء البحريني 1975 أو الحكومة البحرينية الثالثة، تشكلت الحكومة في يوم الأثنين 25 أغسطس 1975 وفقاً للمرسوم الأميري رقم 13 لسنة 1975 بتشكيل الوزارة،  والذي أصدره صاحب السمو الشيخ عيسى بن سلمان آل خليفة أمير دولة البحرين وذلك بعد استقالة الحكومة السابقة يوم الأحد 24 أغسطس 1975، حيث أصدر صاحب السمو أمير دولة البحرين في 25 أغسطس 1975 أمر أميري بتعين سمو الشيخ خليفة بن سلمان آل خليفة رئيساً لمجلس الوزراء وتكليفه بترشح أعضاء الحكومة الجديدة واستقالت الحكومة يوم الأحد 25 يونيو 1995 حيث أصدر صاحب السمو أمير دولة البحرين أمر أميري بقبول استقالة الحكومة وتكليف رئيس مجلس الوزراء بتصريف العاجل من أمور الدولة حتى تشكيل الحكومة الجديدة.

## أعضاء مجلس الوزراء

### التشكيل الوزاري بعد تعديله في 21 مارس 1993 حتى أستقالة الحكومة في 25 يونيو 1995
| الاسم | المنصب                         | تاريخ تولي المنصب |
| --- | ------------------------------ | ----------------- |
| الشيخ خليفة بن سلمان آل خليفة | رئيس مجلس الوزراء              | 15 أغسطس 1971     |
| الشيخ عبدالله بن خالد آل خليفة | وزير العدل والشؤون الأسلامية   | 25 أغسطس 1975     |
| الشيخ محمد بن مبارك آل خليفة | وزير الخارجية                  | 15 أغسطس 1971     |
| الشيخ محمد بن خليفة آل خليفة | وزير الداخلية                  | 15 ديسمبر 1973    |
| الشيخ علي بن خليفة آل خليفة | وزير المواصلات                 | 21 مارس 1993      |
| محمد إبراهيم المطوع | وزير الدولة لشؤون مجلس الوزراء | 21 مارس 1993      |
| الشيخ خالد بن عبدالله آل خليفة | وزير الإسكان                   | 25 أغسطس 1975     |
| الدكتور حسين محمد البحارنة | وزير الدولة للشؤون القانونية   | 15 ديسمبر 1973    |
| طارق عبدالرحمان المؤيد | وزير الإعلام                   | 15 ديسمبر 1973    |
| الشيخ عبدالعزيز بن محمد آل خليفة                                                                                                  | وزير التربية والتعليم          | 15 ديسمبر 1973    |
| الدكتور علي بن محمد فخرو | وزير التربية والتعليم          | 14 فبراير 1982    |
| جواد سالم العريض | وزير الصحة                     | 14 فبراير 1982    |
| محمود أحمد العلوي | وزير المالية والأقتصاد الوطني  | 15 أغسطس 1971     |
| الشيخ عيسى بن محمد بن عبدالله آل خليفة                                                                                            | وزير العمل والشؤون الأجتماعية  | 25 أغسطس 1975     |
| ماجد جواد الجشي | وزير الأشغال والكهرباء والماء  | 25 أغسطس 1975     |
| يوسف بن أحمد الشيراوي | وزير التنمية والصناعة          | 25 أغسطس 1975     |
| في 21 مارس 1993 صدر مرسوماً بتعين الشيخ علي بن خليفة آل خليفة وزيراً للمواصلات ومحمد إبراهيم المطوع وزيراً للدولة لشؤون مجلس الوزراء |                                |                   |

### التشكيل الوزاري بعد تعديله في 31 مارس 1988 حتى 21 مارس 1993
| الاسم                                                                      | المنصب                        | تاريخ تولي المنصب |
| -------------------------------------------------------------------------- | ----------------------------- | ----------------- |
| الشيخ خليفة بن سلمان آل خليفة                                              | رئيس مجلس الوزراء             | 15 أغسطس 1971     |
| الشيخ عبدالله بن خالد آل خليفة                                             | وزير العدل والشؤون الأسلامية  | 25 أغسطس 1975     |
| الشيخ محمد بن مبارك آل خليفة                                               | وزير الخارجية                 | 15 أغسطس 1971     |
| الشيخ محمد بن خليفة آل خليفة                                               | وزير الداخلية                 | 15 ديسمبر 1973    |
| الدكتور حسين محمد البحارنة                                                 | وزير الدولة للشؤون القانونية  | 15 ديسمبر 1973    |
| إبراهيم محمد حميدان                                                        | وزير المواصلات                | 25 أغسطس 1975     |
| الشيخ خالد بن عبدالله آل خليفة                                             | وزير الإسكان                  | 25 أغسطس 1975     |
| الشيخ خليفة بن أحمد آل خليفة                                               | وزير الدفاع                   | 31 مارس 1988      |
| طارق عبدالرحمان المؤيد                                                     | وزير الإعلام                  | 15 ديسمبر 1973    |
| الدكتور علي بن محمد فخرو                                                   | وزير التربية والتعليم         | 14 فبراير 1982    |
| جواد سالم العريض                                                           | وزير الصحة                    | 14 فبراير 1982    |
| محمود أحمد العلوي                                                          | وزير المالية والأقتصاد الوطني | 15 أغسطس 1971     |
| الشيخ عيسى بن محمد بن عبدالله آل خليفة                                     | وزير العمل والشؤون الأجتماعية | 25 أغسطس 1975     |
| ماجد جواد الجشي                                                            | وزير الأشغال والكهرباء والماء | 25 أغسطس 1975     |
| يوسف بن أحمد الشيراوي                                                      | وزير التنمية والصناعة         | 25 أغسطس 1975     |
| في 31 مارس 1988 صدر مرسوماً بتعين الشيخ خليفة بن أحمد آل خليفة وزيراً للدفاع |                               |                   |

### التشكيل الوزاري بعد تعديله في 14 فبراير 1982 حتى 31 مارس 1988
| الاسم | المنصب                        | تاريخ تولي المنصب |
| --- | ----------------------------- | ----------------- |
| الشيخ خليفة بن سلمان آل خليفة                                                                                 | رئيس مجلس الوزراء             | 15 أغسطس 1971     |
| الشيخ حمد بن عيسى آل خليفة                                                                                    | وزير الدفاع                   | 15 أغسطس 1971     |
| الشيخ عبدالله بن خالد آل خليفة                                                                                | وزير العدل والشؤون الإسلامية  | 25 أغسطس 1975     |
| الشيخ محمد بن مبارك آل خليفة                                                                                  | وزير الخارجية                 | 15 أغسطس 1971     |
| الشيخ محمد بن خليفة آل خليفة                                                                                  | وزير الداخلية                 | 15 ديسمبر 1973    |
| إبراهيم محمد حميدان                                                                                           | وزير المواصلات                | 25 أغسطس 1975     |
| الشيخ خالد بن عبدالله آل خليفة                                                                                | وزير الإسكان                  | 25 أغسطس 1975     |
| الدكتور حسين محمد البحارنة                                                                                    | وزير الدولة للشؤون القانونية  | 15 ديسمبر 1973    |
| طارق عبدالرحمان المؤيد                                                                                        | وزير الإعلام                  | 15 ديسمبر 1973    |
| الدكتور علي بن محمد فخرو                                                                                      | وزير التربية والتعليم         | 14 فبراير 1982    |
| جواد سالم العريض                                                                                              | وزير الصحة                    | 14 فبراير 1982    |
| محمود أحمد العلوي                                                                                             | وزير المالية والأقتصاد الوطني | 15 أغسطس 1971     |
| الشيخ عيسى بن محمد بن عبدالله آل خليفة                                                                        | وزير العمل والشؤون الأجتماعية | 25 أغسطس 1975     |
| ماجد جواد الجشي                                                                                               | وزير الأشغال والكهرباء والماء | 25 أغسطس 1975     |
| يوسف بن أحمد الشيراوي                                                                                         | وزير التنمية والصناعة         | 25 أغسطس 1975     |
| في 14 فبراير 1982 صدر مرسوماً بتعين الدكتور علي محمد فخرو وزيراً للتربية والتعليم وجواد سالم العريض وزيراً للصحة |                               |                   |

### التشكيل الوزاري خلال الفترة 2 يونيو 1976 أغسطس 1975 حتى 14 فبراير 1982
| الاسم | المنصب                         | تاريخ تولي المنصب |
| --- | ------------------------------ | ----------------- |
| الشيخ خليفة بن سلمان آل خليفة                                                                                                 | رئيس مجلس الوزراء              | 15 أغسطس 1971     |
| الشيخ حمد بن عيسى آل خليفة | وزير الدفاع                    | 15 أغسطس 1971     |
| الشيخ عبدالله بن خالد آل خليفة                                                                                                | وزير العدل والشؤون الأسلامية   | 25 أغسطس 1975     |
| الشيخ محمد بن مبارك آل خليفة                                                                                                  | وزير الخارجية                  | 15 أغسطس 1971     |
| الشيخ محمد بن خليفة آل خليفة                                                                                                  | وزير الداخلية                  | 15 ديسمبر 1973    |
| إبراهيم محمد حميدان | وزير المواصلات                 | 25 أغسطس 1975     |
| الشيخ خالد بن عبدالله آل خليفة                                                                                                | وزير الإسكان                   | 25 أغسطس 1975     |
| جواد سالم العريض | وزير الدولة لشؤون مجلس الوزراء | 15 ديسمبر 1973    |
| الدكتور حسين محمد البحارنة | وزير الدولة للشؤون القانونية   | 15 ديسمبر 1973    |
| طارق عبدالرحمان المؤيد | وزير الإعلام                   | 15 ديسمبر 1973    |
| الشيخ عبدالعزيز بن محمد آل خليفة                                                                                              | وزير التربية والتعليم          | 15 ديسمبر 1973    |
| الدكتور علي بن محمد فخرو | وزير الصحة                     | 15 أغسطس 1971     |
| الشيخ عيسى بن محمد بن عبدالله آل خليفة                                                                                        | وزير العمل والشؤون الأجتماعية  | 25 أغسطس 1975     |
| ماجد جواد الجشي | وزير الأشغال والكهرباء والماء  | 25 أغسطس 1975     |
| يوسف بن أحمد الشيراوي | وزير التنمية والصناعة          | 25 أغسطس 1975     |
| إبراهيم عبدالكريم محمد | وزير المالية والأقتصاد الوطني  | 2 يونيو 1976      |
| حبيب أحمد قاسم | وزير التجارة والزراعة          | 2 يونيو 1976      |
| في 2 يونيو 1976 صدر مرسوماً بتعين إبراهيم عبدالكريم محمد وزيراً للمالية والأقتصاد الوطني وحبيب أحمد قاسم وزيراً للتجارة والزراعة |                                |                   |

### التشكيل الوزاري خلال الفترة 25 أغسطس 1975 حتى 2 يونيو 1976
| الاسم                                  | المنصب                         | تاريخ تولي المنصب |
| -------------------------------------- | ------------------------------ | ----------------- |
| الشيخ خليفة بن سلمان آل خليفة          | رئيس مجلس الوزراء              | 15 أغسطس 1971     |
| الشيخ حمد بن عيسى آل خليفة             | وزير الدفاع                    | 15 أغسطس 1971     |
| الشيخ عبدالله بن خالد آل خليفة         | وزير العدل والشؤون الأسلامية   | 25 أغسطس 1975     |
| الشيخ محمد بن مبارك آل خليفة           | وزير الخارجية                  | 15 أغسطس 1971     |
| الشيخ محمد بن خليفة آل خليفة           | وزير الداخلية                  | 15 ديسمبر 1973    |
| إبراهيم محمد حميدان                    | وزير المواصلات                 | 25 أغسطس 1975     |
| الشيخ خالد بن عبدالله آل خليفة         | وزير الإسكان                   | 25 أغسطس 1975     |
| جواد سالم العريض                       | وزير الدولة لشؤون مجلس الوزراء | 15 ديسمبر 1973    |
| الدكتور حسين محمد البحارنة             | وزير الدولة للشؤون القانونية   | 15 ديسمبر 1973    |
| طارق عبدالرحمان المؤيد                 | وزير الإعلام                   | 15 ديسمبر 1973    |
| الشيخ عبدالعزيز بن محمد آل خليفة       | وزير التربية والتعليم          | 15 ديسمبر 1973    |
| الدكتور علي بن محمد فخرو               | وزير الصحة                     | 15 أغسطس 1971     |
| محمود أحمد العلوي                      | وزير المالية والأقتصاد الوطني  | 15 أغسطس 1971     |
| الشيخ عيسى بن محمد بن عبدالله آل خليفة | وزير العمل والشؤون الأجتماعية  | 25 أغسطس 1975     |
| ماجد جواد الجشي                        | وزير الأشغال والكهرباء والماء  | 25 أغسطس 1975     |
| يوسف بن أحمد الشيراوي                  | وزير التنمية والصناعة          | 25 أغسطس 1975     |